# Casa de los Sánchez Paredes

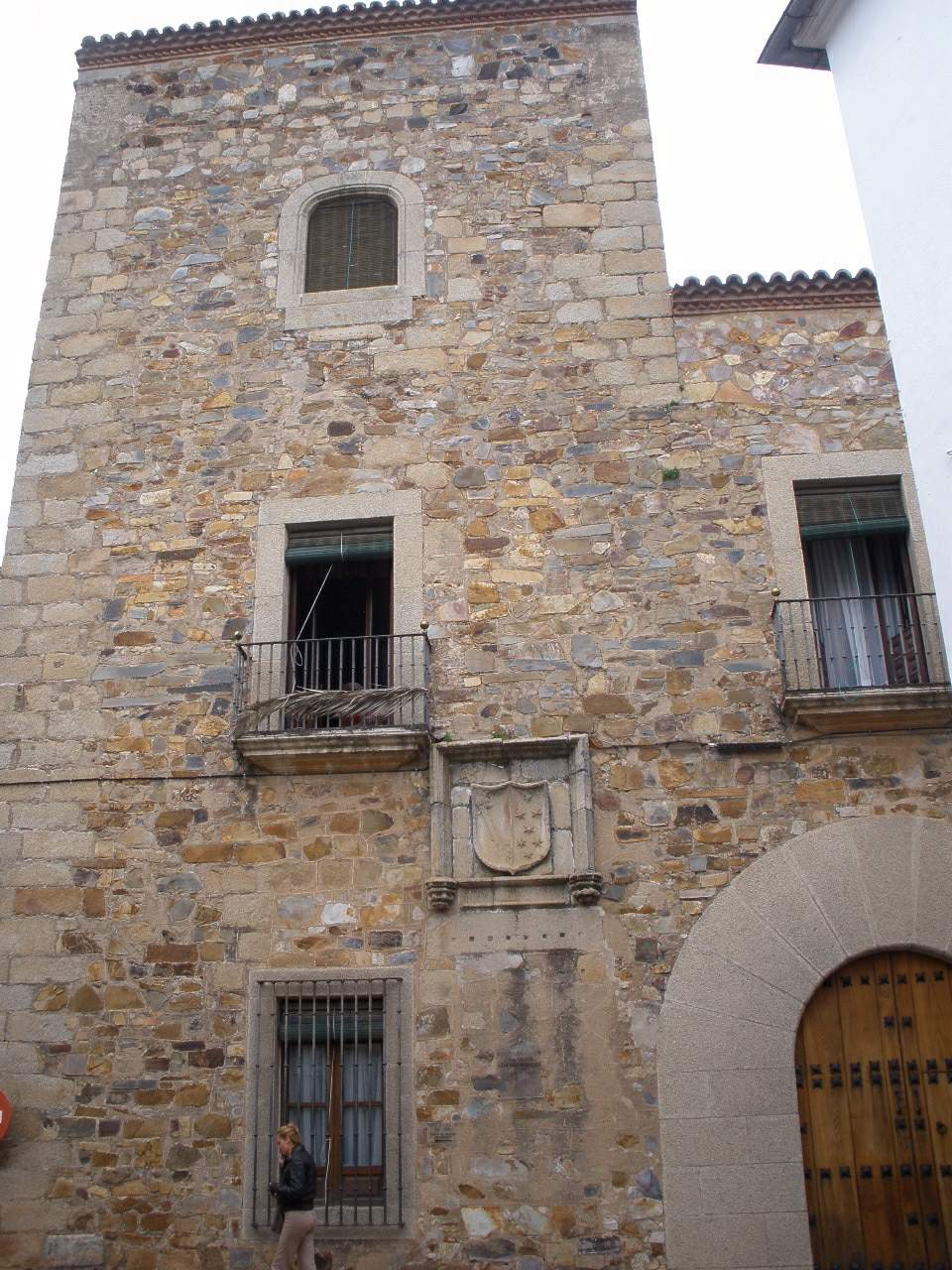
Casa de los Sánchez Paredes.

La Casa de los Sánchez Paredes es una casa fortificada de estilo gótico situada en el interior del recinto monumental de la ciudad de Cáceres.

## Historia
Fue construida en el siglo XV y a lo largo de su historia sufrió sendas renovaciones: una en el siglo XVI y otra, a mediados del siglo XX. Derivada de esta última perdió gran parte de los elementos góticos que se podían observar en su fachada si bien en la misma todavía es posible apreciar el escudo de armas de la familia Sánchez Paredes con la inscripción en latín bajo el mismo que reza: «Non habemus hic civitatem manentem sed futuram inquirimus.» (No tenemos aquí ciudad permanente, mas buscamos la por venir.)

## Conservación
El edificio se encuentra protegido bajo la Declaración genérica del Decreto de 22 de abril de 1949, y la Ley 16/1985 sobre el Patrimonio Histórico Español.